# Межа виживання
«Межа виживання» (англ. Survival Margin) — постапокаліптичний науково-фантастичний роман англійського письменника Чарльза Еріка Мейна.

## Сюжет
|                                    | — У нас війна, докторе Брант, — сказав Вільє, торкнувшись однією рукою коробки з гранатами, яку ніс солдат. — Особливо болісна війна, заснована на станових привілеях, і яка буде вестися без пощади. |
| — Чарльз Ерік Мейн, Межа виживання | |

Нова хвороба починає приносити жертви в Японії, а потім поширюється на Китай і Росію. Відповідний вірус перейменований в Весте і дуже заразний, у 50% випадків летальний. Міжнародна організація з дослідження вірусів (O.I.R.V.) займається вивченням характеристик вірусу та намагається знайти вакцину проти цієї хвороби. Доктор Полін Брант працює в Японії для O.I.R.V., але під час епідемії її чоловік, журналіст Клайв Брант, повинен поїхати до Англії, щоб вирішити шлюбні проблеми, які виникли під час довгої розлуки. У Лондоні подружжя вирішує розлучитися, оскільки її чоловік давно має роман з Ноель Ленгстрем, дочкою американського телемагната Едгара Ленгстрема. На цьому етапі Полін стає доступною до англійського офісу O.I.R.V. і доктор Вінсент, щоб підготувати перші засоби захисту, очікуючи, що вірус Уесте також спалахне в Європі.
Постраждалі країни закривають свої кордони, але не мають інструментів для боротьби з вірусом, а їм доводиться боротися з катастрофою, яка забирає вражаючу кількість жертв. O.I.R.V. не здатна зробити нічого більшого, ніж порадити різним державам створити підпільні притулки для високих державних і виконавчих посад, допоки чекають ліки або ефективну вакцину. Запроваджена цензура, щоб не поширювати паніку серед населення, не показує точної кількості жертв, яка в будь-якому випадку становила б сотні мільйонів у всьому світі. Журналіст Клайв, який марно намагався потрапити в різні постраждалі країни, щоб отримати достовірні новини про епідемію й опублікувати їх у газеті, в якій сам працює, переконавшись у неможливості обійти бар’єри цензури, повертається до Англії, де тим часом спалахує епідемія. Тут майбутній тесть Клайва за домовленістю з владою наймає його в англійську редакцію свого американського телеканалу і доручає співпрацювати з урядовими силами для збору та документування фаз епідемії.
У той час як у всьому світі розв’язуються повстання проти методів розподілу місць у підземних сховищах, майже всі закріплені за політичною та непрозорою логікою, O.I.R.V. виявляє, що вірус Уеста поширюється у двох різних формах: AB, смертельний у 100% випадків, і BA, практично нешкідливий та який імунізує тих, хто постраждав від дії штаму АБ. Тоді британський уряд вирішує сформувати ополчення з колишніх інфікованих БА, щоб придушити повстання, дозволяючи чи толеруючи криваві та невибіркові репресії. Революційні сили організувалися відповідно, спираючись також на дезертирів з армії та авіації, які перейшли на бік повстанців. Революціонери знаходять і знищують Підземні укриття, а те, де сховалася Полін, тривалий час перебувало в облозі, коли O.I.R.V. знайти вакцину проти вірусу. Засіб, однак, захищає тих, хто ще не був інфікований, але поширює мутацію захворювання, що викликає гостру анемію, смертельну для колишнього штаму БА, якщо не застосувати негайне переливанню крові. Очевидно, що повстанці не можуть розраховувати на таке делікатне лікування, а вакцина дає подвійну перевагу для реакційних сил, які реорганізуються у світовому масштабі.
Готель, де проживають Клайв та його співробітники, включаючи дівчину Ноель, зазнають нападу повстанців. Колеги журналістів убиті, а коли Клайв дізнається, що дівчина після зґвалтування теж вбита, то нападає на повстанців й отримує поранення. Клайва захоплюють урядові війська, які здійснили набіг на готель, і, як вони вважають, є одним із повстанців, ув’язнений у таборі смерті, де йому, на щастя, вдалося уникнути смерті. Його знову ув’язнюють, цього разу повстанці, але, переконавшись у тому, що у цієї фракції має більше шансів на виживання і навіть кар’єру, він захоплюється їх ідеєю, надавши згоду займатися допитами в’язнів, якиї група поступово захоплює. 
Полін, яка знайшла прихисток у ліверпульському притулку, після поширення вакцини повинна покинути обложену підземну базу і переїхати в іншу штаб-квартиру організації. Під час переїзду повстанці захоплюють групу Полін і замикають у тій самій в’язниці, де Клайв проводить допити. Вінсент, який залишився в Ліверпулі, дізнавшись про полон жінки, приєднується до неї, по черзі потрапляючи в полон революціонерам. Клайв, контактуючи зі своєю колишньою дружиною під час допитів, вирішує допомогти їй та її хлопцю, організувавши втечу пари. Втеча відбувається успішно, однак, Клайв сам ж себе й викриває. Його зраду виявляють революціонери, які захоплюють і страчують чоловіка, водночас міжнародно скоординовані реакційні сили починають переможні атаки по всій Європі.

## Головні герої
- Полін Брант — лікар O.I.R.V., після роботи на передовій проти вірусу Веста в Японії, вона переїжджає до Англії, а після спалаху епідемії в Європі переїжджає до одного з підпільних урядових притулків.
- Клайв Брант — Журналіст, колишній чоловік Поліни. Незважаючи на те, що його наречена Ноель була зґвалтована та вбита повстанцями, він переходить на їх бік. Опортуніст, але рішучий, помре, щоб дозволити своїй колишній дружині та її новому хлопцю втекти від повстанців.
- Г. Вінсент — 37-річна лікарка O.I.R.V., закохана в Полін і відповідає їй взаємністю.
- Алан Вільє — капітан британських збройних сил, відповідальний за оборону ліверпульського притулку, де проживає Полін. Він має глибоку прихильність і повагу до жінок.
- Ноель Генгстрем — Нова дівчина Клайва, вбита повстанцями після зґвалтування.
- Едгар Ленгстрем — Батько Ноель, магнат великої американської телевізійної станції з редакціями по всьому світу.